# Odontomyia chloris
Odontomyia chloris är en tvåvingeart som först beskrevs av Walker 1854.  Odontomyia chloris ingår i släktet Odontomyia och familjen vapenflugor. Inga underarter finns listade i Catalogue of Life.